# Dingtag
Dingtag (Schreibweisen:  dinc-tac, dingedach, dingstagen, dingstagk, dingdaegen) ist ein Begriff der mittelalterlichen Rechtsprechung. Dabei handelte es sich um Gerichtstage. Möglicherweise gibt es eine Kontinuität zum Thing.
Grundsätzlich gab es feststehende Gerichtstage, an denen die ganze Bevölkerung dazu aufgerufen war, zu Gerichtstagen zu erscheinen. Traditionell handelte es sich dabei um Termine um Weihnachten beziehungsweise um den Johannistag, die als Pflichtdingtage (Jahrgedingtag) galten. Oft waren diese mit Märkten und Messen verbunden und gewöhnlich handelte es sich dabei um die Tage, an denen Dienstboten angestellt und entlassen wurden.
Die Gerichtstage dauerten oft mehrere Tage an oder wurden in bestimmten Abständen wiederholt.
Daneben bestand auch die Möglichkeit, innerhalb eines bestimmten Zeitraumes Rechtstage einzuberufen. Daher wird der Begriff auch für einen festgesetzten Termin verwendet (Dingfrist).
Regional unterschiedlich gab es zusätzlich weitere Dingtage.